# المركز الوطني لتحجيل الطيور
المركز الوطني للتعبئة (CNB) هو مؤسسة علمية لعلم الطيور الجزائرية تقع في غابة الرغاية بالجزائر العاصمة.قالب:Infobox Organisation2

## التعريب
يقع المركز الوطني للتعبئة بالرغاية  على بعد 29 كيلومترًا شرق الجزائر، و80 كيلومترًا شرق تيبازة، و1 كيلومترًا من البحر الأبيض المتوسط. يقع في جنوب غابة الرغاية في ميتيجة أسفل منطقة القبائل.قالب:Localisation ville

## عرض تقديمي
يتتبع المركز الوطني لرصد الطيور (CNB) الطيور البرية بوضع حلقات عليها لدراسة جوانب متعددة من حياتها في البرية، مثل حركات الهجرة.
يتعاون المركز الوطني لرصد الطيور مع العديد من المراكز الدولية، نظرًا لأن المناطق التي تغطيها الطيور المُحلقة قد تكون بعيدة جدًا، وخاصةً أثناء هجرتها.
تتميز كل حلقة تُوضع على طائر برمز أبجدي رقمي، بالإضافة إلى ملف يحتوي على معلومات متنوعة عنه (اسم النوع، والجنس، والعمر)، بالإضافة إلى تاريخ ومكان وضع الحلقات.
يمكن إضافة بيانات بيومترية متنوعة (الكتلة، طول الجناح والمنقار، نسبة الدهون في الجسم، إلخ) إلى هذه المعلومات.
يعمل هذا المركز، من خلال تنظيم عمليات إطلاق الطيور في جميع أنحاء الجزائر، على إنشاء شبكة وطنية لوحدات الرنين، ودمجها في نهاية المطاف في الشبكة الدولية.

## أنشطة
يُدرج المركز الوطني لحماية الطيور (CNB) أنواع الطيور التي تُرصد بانتظام في غابة الرغاية وفي جميع أنحاء الجزائر.
الطيور المُحلقة التي تُرصد في محمية الرغاية الطبيعية تعود أصولها إلى منطقة كامارغ ، بما في ذلك طائر الفلامنجو الكبير وطائر أبو منجل اللامع [[:fr:Fichier:Ringing 05 Determining characteristics.jpg|وصلة=|رتبة=mw-file-element|250x250بك]]
تُتيح الحلقات الموجودة على الطيور المقتولة أثناء الصيد للصيادين والباحثين جمع معلومات عن أنواع الطيور المعنية، بالإضافة إلى أصلها.
في السابق، كان الصيادون أنفسهم هم من يتولوا عملية استعادة الحلقات، ويعيدونها إلى بلدانها الأصلية. وقد أُنشئ المركز الوطني لحماية الطيور (CNB) لتنظيم هذه العملية.
يسمح هذا التنظيم باستغلال بيانات الحلقات لهذه الأنواع من الطيور في الجزائر.

## البرامج
يهدف إنشاء المركز الوطني لرصد الطيور إلى تشجيع استخدام بيانات الرنين ، مما يوفر فهمًا أفضل لهجرة الطيور المهاجرة وشتائها ، وبالتالي تحديد الإجراءات المستقبلية للإدارة الرشيدة للمجموعات المهاجرة.[[:fr:Fichier:Ringing 04 Ringing.jpg|وصلة=|رتبة=mw-file-element|250x250بك]]
وعلاوة على ذلك، تتيح برامج المركز الوطني لرصد الطيور تشخيص الخسائر في مناطق الشتاء بسبب الجفاف والصيد الجائر
.
ونظرًا لأن العديد من الطيور في المحميات الطبيعية الجزائرية مهاجرة، فإن مراقبتها الفعالة من قِبل المركز الوطني لرصد الطيور تتطلب التعاون مع البرامج الدولية القائمة، مثل تلك الموجودة في أوروبا م0000ع الاتحاد الأوروبي لرصد الطيور (EURING)، وأيسلندا، وتركيا، وأوكرانيا.

### روابط خارجية
محمية زرالدة للصيد
مركز زرالدة للصيد
معهد الوطني للبحوث الغابوية
وزارة الزراعة والتنمية الريفية
وزارة التعليم العالي والبحث العلمي

### مقالات ذات صلة
قائمة الجامعات في الجزائر
قائمة الغابات في الجزائر

## أبحاث الغابات
- المعهد الوطني للبحوث الغابوية (INRF)
- مركز صيد الرغاية (CCR)
- مركز صيد زرالدة (CCZ)

قالب:Palette